# Перелік ударів по житловій забудові під час російського вторгнення (червень 2023)
Удари по житловій забудові України під час російсько-української війни — воєнний злочин, скоєний російськими військовими під час повномасштабного військового вторгнення в Україну.
У переліку подано інформацію про удари по житловій та громадській забудові яка була опублікована у відкритих джерелах. Подано інформацію про атаки протягом червня 2023 року.

## Загальна інформація
У червні було зафіксовано 131 інцидент на території України який підпадав під категорії: жертви серед цивільних осіб, руйнування мед. закладів, руйнування навчальних закладів, руйнування культурних об'єкті, руйнування інфраструктури, збитки виробництву продуктів харчування.
Згідно моніторингової місії ООН з прав людини в Україні відомо про 186 загиблих цивільних українців протягом червня 2023 року.

### Руйнування населених пунктів прилеглих до лінії зіткнення
У населених пунктах які знаходяться біля лінії бойового зіткнення, постійно відбуваються обстріли житлової та іншої цивільної забудови (у тому числі медичних установ, навчальних закладів, комерційної забудови). Впродовж червня 2023 року, обстріли відбувалися вздовж прикордонних громад Чернігівщини, Сумщини, та Харківщини, а також громад Запорізької, Дніпропетровської, Херсонської та Миколаївської областей із використанням ракет, безпілотників, мінометів, артилерії, реактивних систем залпового вогню, вогнем бронетехніки та стрілецької зброї.
Вздовж державного кордону:
- У Чернігівській області — Корюківська, Новгород-Сіверська, Семенівська, Сновська громади.
- У Сумській області — Білопільська, Великописарівська, Глухівська, Краснопільська, Миропільська, Новослобідська, Путивльська, Хотінська, Юнаківська громади.
- У Харківській області — Вільхуватська, Вовчанська, Дворічанська, Дергачівська, Золочівська, Липецька громади

Між тимчасово окупованою територією:
- У Харківській області — Борівська, Дворічанська, Ізюмська, Кіндрашівська, Куп'янська, Курилівська, Оскільська, Петропавлівська громади
- У Луганській області — Красноріченська, Лисичанська громади
- У Донецькій області — Званівська, Сіверська громади
- У Запорізькій області —
- У Херсонській області —
- У Миколаївській області —

## Перелік
Червоним кольором позначені атаки у яких відомо про загибель людей.
| дата і місце | дата і місце                            | тип зброї               | подробиці атаки, жертви (загиблі/поранені)                       | подробиці атаки, жертви (загиблі/поранені) |
| ------------ | --------------------------------------- | ----------------------- | ---------------------------------------------------------------- | ------------------------------------------ |
| 01/06        | Херсонська обл., Нова Каховка           | авіабомбовий удар       | о 11:10 російська авіабомба впала на одній з вулиць міста        | 1+/?                                       |
| 02/06        | Харківська обл., Ківшарівка             | авіабомбовий удар       | влучання двох авіабомб у житлову забудову                        | 2/4                                        |
| 02/06        | Донецька обл., Торецьк                  | артобстріл              | обстріл багатоквартирних будинків                                | 1/0                                        |
| 03/06        | Дніпропетровська обл., Підгородне       | С-300                   | ракета влучила в житлову забудову                                | 1/22                                       |
| 03/06        | Донецька обл., Слов'янськ               | ракетний удар           | влучання у житлову забудову                                      | —                                          |
| 04/06        | Харківська обл., Чугуїв                 | С-300                   | влучання на територію центру міста                               | —                                          |
| 05/06        | Херсон                                  | запалювальні боєприпаси | обстріл житлових кварталів,медичного та двох навчальних закладів | 1/0                                        |
| 05/06        | Донецька обл., Торецьк                  | авіабомбовий удар       | влучання авіабомб у житлову забудову                             | 0/6                                        |
| 08/06        | Херсонська обл., Олешки                 | ракетний удар           | влучання у приміщення школи                                      | —                                          |
| 08/06        | Черкаська обл., Умань                   | Калібр                  | цивільна інфраструктура                                          | 0/8                                        |
| 09/06        | Запорізька обл., Гуляйполе              | артобстріл              | влучання у лікарню, жертви серед медперсоналу                    | 2/2                                        |
| 10/06        | Одеса                                   | Shahed 136              | пошкодження житлових будинків від БПЛА та уламків                | 3/26                                       |
| 12/06        | Донецька обл., Авдіївка                 | артобстріл              | обстріл житлових кварталів                                       | 1/2                                        |
| 13/06        | Дніпропетровська обл., Кривий Ріг       | Х-101/Х-555             | влучання у багатоквартирний житловий будинок                     | 13/28                                      |
| 13/06        | Харків                                  | Shahed 136              | зафіксовано обстріли промислової та житлової забудови            | —                                          |
| 13/06        | Харківська обл., Шевченкове             | РСЗВ                    | зафіксовано обстріли промислової та житлової забудови            | 0/2                                        |
| 13/06        | Харківська обл., Вільхуватка            | артобстріл              | зафіксовано обстріли промислової та житлової забудови            | 0/1                                        |
| 14/06        | Одеса                                   | Калібр                  | житлові будинки, храм, комерційна нерухомість                    | 3/13                                       |
| 14/06        | Донецька обл., Краматорськ              | Х-22                    | житлові будинки                                                  | 2/2                                        |
| 14/06        | Донецька обл., Костянтинівка            | Х-22                    | житлові будинки                                                  | 1/1                                        |
| 15/06        | Херсонська обл., Дніпряни               | ракетний удар           | житловий будинок                                                 | 1/0                                        |
| 20/06        | Херсон                                  | артобстріл              | обстріл житлових кварталів, жертви серед рятувальників           | 1/8                                        |
| 20/06        | Донецька обл., Дружба                   | артобстріл              | обстріл житлових кварталів                                       | 2/1                                        |
| 20/06        | Донецька обл., Костянтинівка            | артобстріл              | обстріл житлових кварталів                                       | 2/1                                        |
| 20/06        | Запорізька обл.                         | ракетний удар           | обстріл цивільної та сільськогосподарської інфраструктури        | —                                          |
| 20/06        | Донецька обл., Часів Яр                 | артобстріл              | обстріл гуманітарного пункту                                     | —                                          |
| 22/06        | Дніпропетровська обл., Криворізький р-н | ракетний удар           | пустир, цивільна інфраструктура, комунальні мережі               | —                                          |
| 23/06        | Запоріжжя                               | С-300                   | обстріл цивільної інфраструктури                                 | —                                          |
| 24/06        | Київ                                    | Х-101/Х-555             | ураження уламками житлового будинку                              | 2/11                                       |
| 24/06        | Дніпро                                  | Х-22                    | влучання у приватну забудову                                     | 0/8                                        |
| 26/06        | Донецька обл., Дружківка                | С-300                   | обстріл житлових кварталів                                       | —                                          |
| 27/06        | Донецька обл., Краматорськ              | С-300                   | ракетний удар по Краматорську 27 червня 2023 року                | 13/60                                      |
| 27/06        | Полтавська обл., Кременчук              | Х-22                    | влучання у дачний кооператив                                     | —                                          |
| 27/06        | Донецька обл., Біленьке                 | С-300                   | влучання у житлову забудову                                      | 0/5                                        |
| 29/06        | Херсон                                  | артобстріл              | обстріл пункту незламності                                       | 2/2                                        |
| 29/06        | Харківська обл., Чугуїв                 | С-300                   | обстріл цивільної інфраструктури                                 | —                                          |
| 29/06        | Запоріжжя                               | С-300                   | обстріл цивільної інфраструктури                                 | —                                          |
| 30/06        | Донецька обл., Сергіївка                | РСЗВ                    | обстріл приміщення школи                                         | 2/6                                        |